# Statistical relational learning
Statistical relational learning (SRL) は人工知能、機械学習のサブ分野である。SRLでは、（統計的理論で扱うことのできる）不確実性、および、複雑な関係構造のどちらもを提示するドメインに関するものである。SRLは時として関係性機械学習 (Relational Machine Learning; MRL) と記述されることもある。典型的には、SRLにおいて公知される知識表現形式は一階述語論理（のサブセット）を一般的方法でドメインの関係特性を記述するために使用し、ベイジアンネットワークやマルコフネットワークといったグラフィカルモデルを、不確実性のモデルとして使用する。